# Rhizopogon occidentalis
Rhizopogon occidentalis ist eine Pilzart aus der Familie der Wurzeltrüffelverwandten. Sie ist in Nordamerika beheimatet.

## Beschreibung
Die Fruchtkörper sind birnenförmig bis unregelmäßig, ihr Durchmesser beträgt in trockenem Zustand einen bis vier Zentimeter. Die Fibrillen sind am obersten Punkt hervortretend und anliegend, sie schnüren das Peridium ein. Dieses ist einschichtig mit einer Stärke von 60–240 Mikrometern. Die Gleba ist blass gelb-orange bis „sudan-braun“ mit kugeligen bis unregelmäßig geformten Hohlräumen.:14–15 Die äußere Oberfläche des Fruchtkörpers ist in frischem Zustand weißlich bis gelb, getrocknet hell lederfarben bis „mumienbraun“:14–15 und wird nach Quetschungen oder anderen Verletzungen rötlich. Seine Basidiosporen sind glatt, elliptisch und messen 5,5–7 × 2–3 μm. Der Pilz ist essbar, Geruch und Geschmack sind mild.:76

## Verbreitung und Ökologie
Die Art kommt im westlichen Nordamerika in Küsten-Dünen und Bergwäldern mit hauptsächlich zwei- und dreinadeligen Kiefern-Arten vor.:76 In der Originalbeschreibung wird „im Sand unter Koniferen“ angegeben.:14–15

## Taxonomie
Der Pilz wurde 1918 von den US-amerikanischen Mykologen Sanford Myron Zeller und Carroll William Dodge erstmals beschrieben.:14–15